# منشار شق

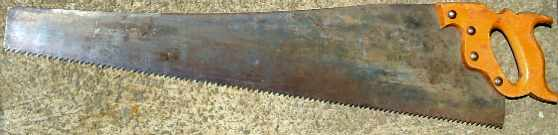
منشار الشق

منشار الشق هو منشار خشب مصمم خصيصًا لعمل قطع مزق، وهو قطعٌ موازٍ لاتجاه تعرق الألياف.